# بخش مونرو (شهرستان اشتابولا، اوهایو)
بخش مونرو (به انگلیسی: Monroe Township) یک منطقهٔ مسکونی در ایالات متحده آمریکا است که در شهرستان آشتابولا، اوهایو واقع شده‌است.
 بخش مونرو ۹۹٫۷ کیلومتر مربع مساحت و ۲٬۳۸۱ نفر جمعیت دارد و ۲۸۰ متر بالاتر از سطح دریا واقع شده‌است.